# Вила-Нова-де-Пайва (район)
Вила-Нова-де-Пайва (порт. Vila Nova de Paiva) — населённый пункт и район в Португалии, входит в округ Визеу. Является составной частью муниципалитета Вила-Нова-де-Пайва. Находится в составе крупной городской агломерации Большое Визеу. По старому административному делению входил в провинцию Бейра-Алта. Входит в экономико-статистический субрегион Дан-Лафойнш, который входит в Центральный регион. Население составляет 1411 человек на 2001 год. Занимает площадь 8,30 км².